# برايان كليمنت
برايان كليمنت هو كاتب خيال علمي ومخرج كندي، ولد في 21 مارس 1977 في كيلونا في كندا.

## وصلات خارجية
- الموقع الرسمي
- برايان كليمنت على موقع IMDb (الإنجليزية)
- برايان كليمنت على موقع أول موفي (الإنجليزية)
- برايان كليمنت على موقع قاعدة بيانات الفيلم (الإنجليزية)
- برايان كليمنت على موقع كينوبويسك (الروسية)